# Mihai Baicu
Mihai Baicu (Bucareste, 21 de setembro de 1975 – Bucareste, 6 de julho de 2009) foi um futebolista romeno.
Já tinha se aposentado e havia acabado de jogar uma partida entre amigos na grama sintética quando sofreu um ataque cardíaco. Em outubro de 2004 se envolveu em doping por usar Furosemida pois queria emagrecer já que havia ganhado 8 kg. Alegou não saber que se tratava de substância proibida e foi suspenso por 3 meses e multado em 400 euros.
Era zagueiro

## Carreira
- 1994-1996 Nacional Bucareste 4 jogos 0 gol
- 1995 Braila (empréstimo) 12 jogos 4 gols
- 1995-1996 Gloria IRIS Coresti 2 jogos 0 gol
- 1996 Arges Pitesti 2 jogos 0 gol
- 1996 Targoviste 8 jogos 0 gol
- 1996-2000 Foresta Suceava 88 jogos 36 gols
- 2000-2003 Cittadella 65 jogos 8 gols
- 2003 Cremonese 7 jogos 0 gol
- 2003-2004 Brasov 17 jogos 6 gols
- 2003-2004 Ghimbav 1 jogo 0 gol
- 2004-2006 Farul Constanta 25 jogos 2 gols
- 2006 Ceahlăul Piatra Neamt 16 jogos 0 gol

Total: 247 jogos 56 gols Média: 0,226